# 小松島市運輸部
小松島市運輸部（こまつしましうんゆぶ）は、かつて徳島県小松島市で路線バス・貸切バスを運営していた地方公営企業である。小松島市営バス営業所は徳島県小松島市小松島町新港29番地にあった。
2015年（平成27年）3月31日に廃止され、同年4月1日から路線バスは徳島バスが路線を継承して運行を開始した。

## 概要

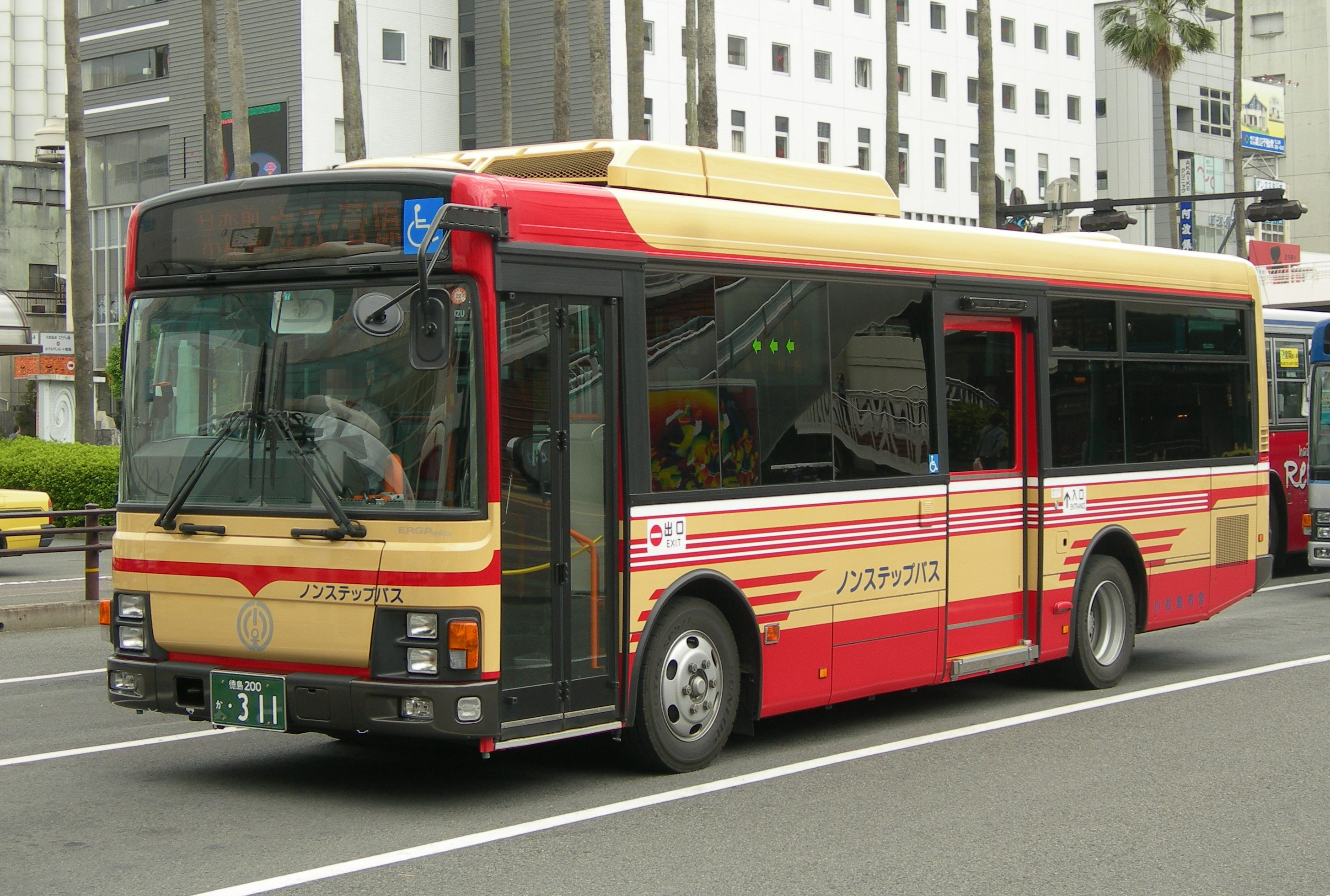
路線バス（徳島駅前にて）

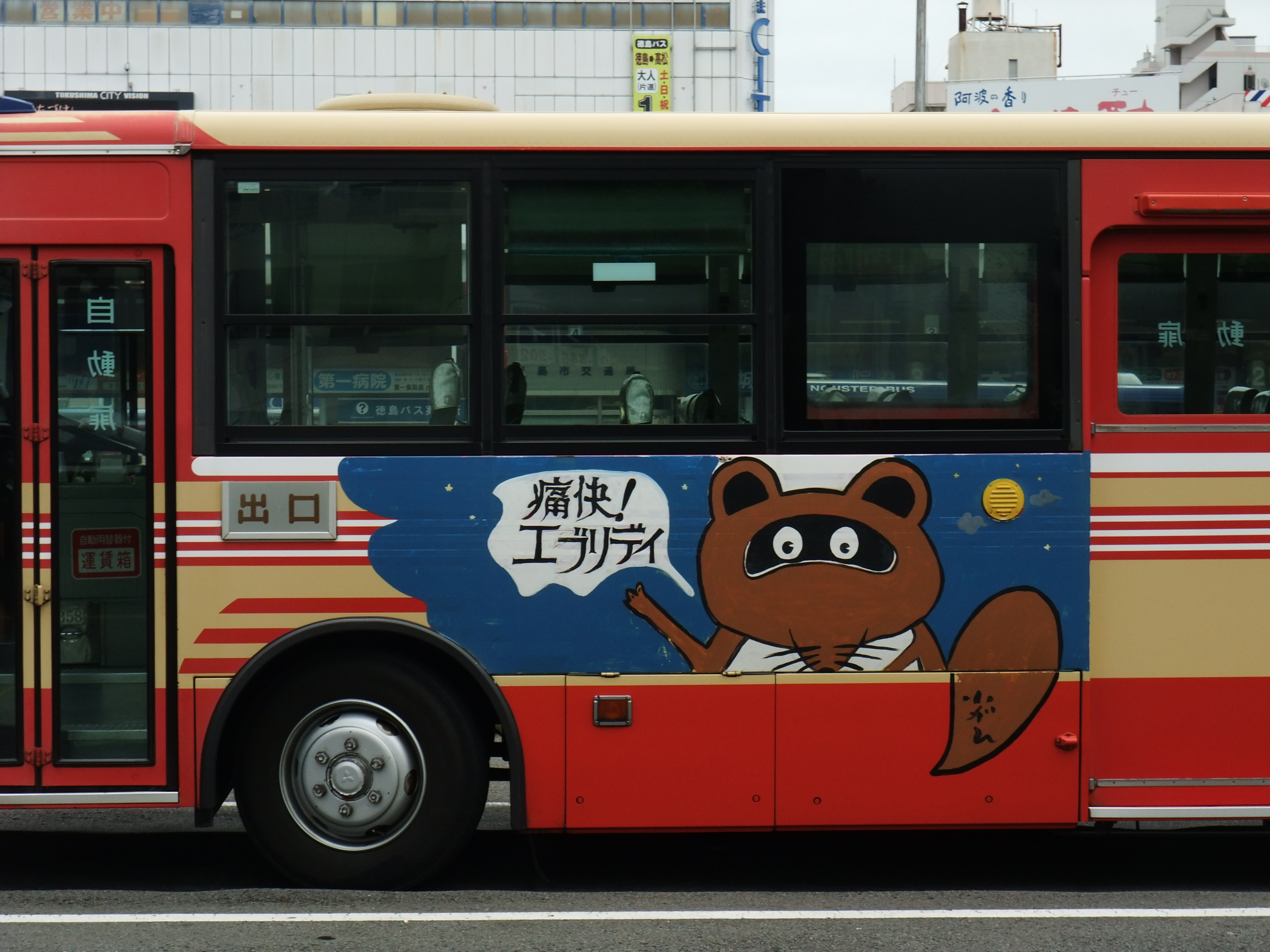
路線バス。関西テレビ放送で放送されていた痛快!エブリデイの企画で芦屋小雁がペイントしたもの。

小松島市では、2015年（平成27年）4月に小松島市営バスの全路線を徳島バスへ移譲して運行しており、小松島市ではこれらの移譲路線を「小松島市協定路線」と呼称している。なお、徳島バスへの路線移譲時に一部系統を再編している。
市営バス廃止後の2016年（平成28年）3月の小松島市議会の資料によれば、バス営業所の跡地は小松島市立図書館の駐車場となる予定とされていた。

## 歴史
1951年（昭和26年）に当時の小松島町がバスの運行を行ったのが始まりである。
最盛期の1968年（昭和43年）には小松島市民に加えてフェリー利用客の乗車も多く、年間乗客数は約300万人に達した。しかしその後はモータリゼーションの進展に加え、旅客航路の廃止やフェリーターミナルの移転（後述）により利用者が減少し、2013年（平成25年）度には年間乗客数が約45.4万人へ落ち込むまでに至った。
小松島港を擁する港町である小松島市は「四国の東門」と呼ばれ、海運が中心であった時代には四国の東の玄関口として栄え、古く南海道の時代から、長らく日本の中心であった関西と四国を結ぶ交通の要衝であった。
南海フェリーの徳島側の発着はかつて小松島港であったが、小松島港の船客輸送を目的として建設された国鉄小松島線は、国鉄分割民営化を2年後に控えた1985年（昭和60年）に廃止され（同時に小松島駅、小松島港仮乗降場も廃止）、これにより小松島港への鉄道連絡が消滅した。

さらに1998年（平成10年）には明石海峡大橋の開通により神戸淡路鳴門自動車道が全通し、南海フェリーの利用者自体が激減する。このため翌1999年には南海フェリーの徳島側発着地が小松島港から徳島フェリーターミナルへ移転された。これにより遊休化した南海フェリーターミナルビルは市へ無償譲渡され、地域交流施設「小松島みなと交流センターkocolo」として活用されている。徳島港の発展と、本州四国連絡橋（本四架橋）の建設などによる海運から自動車への交通手段の変化につれ、四国の交通拠点としての小松島の優位性は低下していった。

## バス路線
路線バスは小松島市にくまなく路線を延ばしていたが、小松島市の公営バスでありながら、徳島市を北上し徳島駅まで直通するという珍しい運行形態をとる路線があった。2012年10月の時点で3路線5系統で運行されていた。

### 立江線
- 立江線
  - 徳島駅前 - 県庁前 - 津田二丁目 - 論田 - 中田 - 日赤前 - 南千歳橋 - 小松島高校前 - 芝生 - 田野 - 立江西 - 萱原
- 小松島立江線
  - 市役所前 - ミリカホール前 - 日赤前 - 南千歳橋 - 小松島高校前 - 芝生 - 田野 - 立江西 - 萱原

### 田浦線
- 田浦線
  - 市役所前 - ミリカホール前 - 日赤前 - 南千歳橋 - 日開野東 - 児安小学校前 - 田浦 - 井口

### 和田島線
- 和田島線
  - 徳島駅前 - 県庁前 - 津田二丁目 - 論田 - 中田 - 日赤前 - 南千歳橋 - 市役所前 - 金磯 - 赤石 - 坂野 - 和田島
- 目佐和田島線
  - ミリカホール前 - 日赤前 - 南千歳橋 - 市役所前 - 金磯 - 赤石 - 大林 - 大場目佐 - 坂野 - 和田島

## 路線再編
2012年10月の路線再編により、徳島駅発着便は大幅に縮小された。
徳島駅前発着便が和田島線と立江線のみとなり大幅に縮小された。また再編後は実証試験運行（1年程度）として、小松島市役所やミリカホールなど市内中心部を結ぶ路線を新設した。和田島線は、和田島ニュータウン内に停留所を新設、公共交通空白地域となっていた大場目佐地域に小松島発着の系統を新設した。

### 休止（事実上廃止）された系統
- 小松島線
  - ミリカホール行（方向幕は「小松島」）
    - 徳島駅前 - 県庁前 - 津田二丁目 - 論田 - 中田 - 日赤前 - ミリカホール前

  - バイパス経由・ミリカホール行（方向幕は「小松島」）
    - 徳島駅前 - 文理大学西口 - 大松町 - 日開野東 - 南千歳橋 - 日赤前 - 営業所前 - ミリカホール前

  - グランド前行
    - 徳島駅前 - 県庁前 - 津田二丁目 - 論田 - 中田旧道 - 日赤前 - ミリカホール前 - グランド前

  - 競輪場行
    - 徳島駅前 - 県庁前 - 津田二丁目 - 論田 - 中田 - 日赤前 - ミリカホール前 - 二条通 - 市役所前 - 競輪場前

  - 大工町経由・徳島駅前行

- 立江線
  - 日開野バイパス経由・徳島駅前行

- 赤石・大林線
  - 赤石・大林行
    - 徳島駅前 - 県庁前 - 津田二丁目 - 論田 - 中田 - 日赤前 - 南千歳橋 - 市役所前 - 金磯 - 赤石 - 赤石団地前 - 大林

- 和田島線
  - 和田島郵便局経由・和田島行

- 田浦線
  - 田浦・井口行
    - 徳島駅前 - 県庁前 - 津田二丁目 - 論田 - 中田 - 営業所前 - ミリカホール前 - 二条通 - 南千歳橋 - 日開野東 - 児安小学校前 - 田浦 - 井口

## 貸切バス

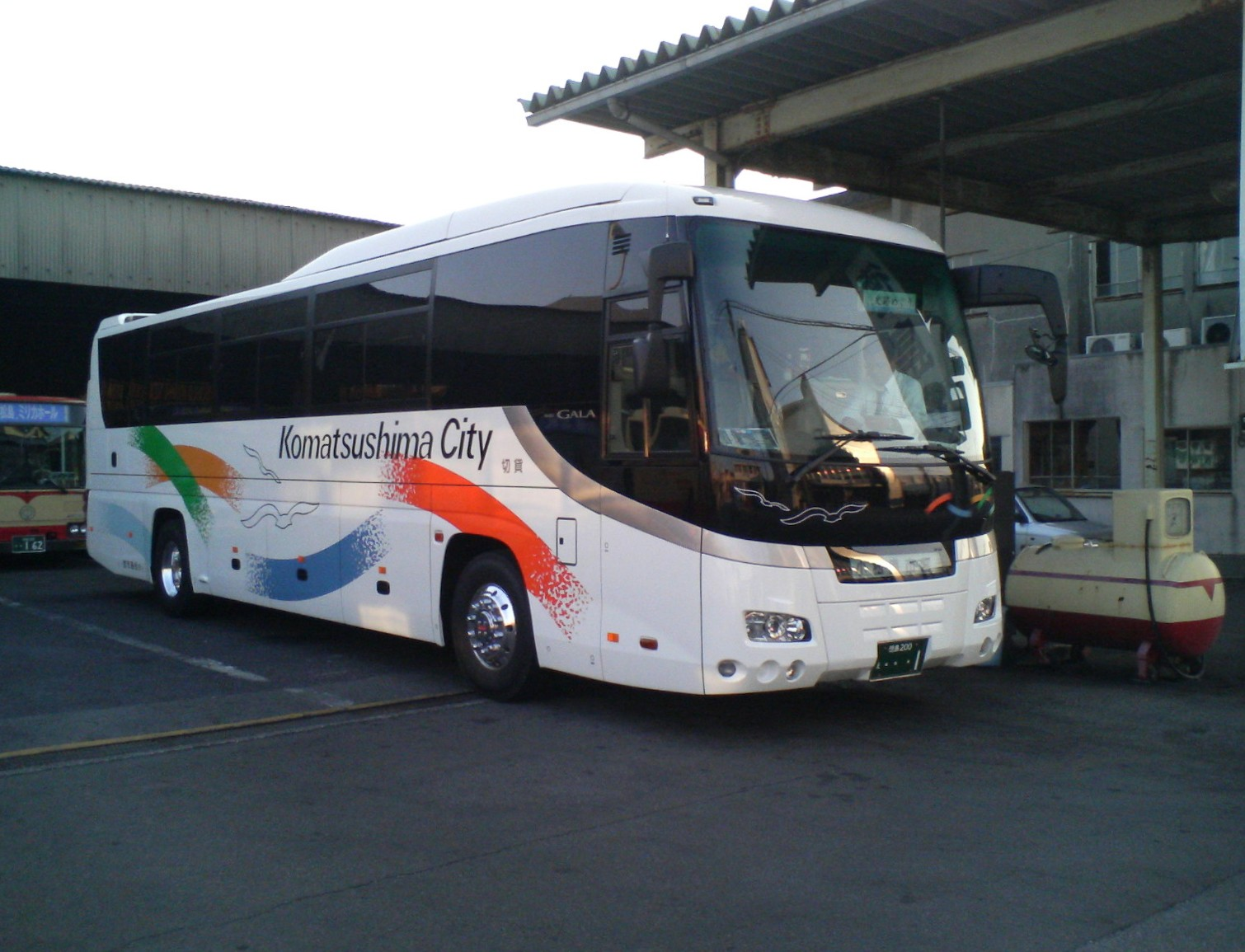
貸切車
いすゞ・ガーラ
小松島営業所にて（公道より撮影）

貸切バス事業も手掛けていたが、路線バス事業に先行して廃止された。徳島県内の公営バスでは、徳島市交通局や鳴門市営バスも貸切バス事業を行っていたが、これらに比べても小松島市運輸部の貸切バス事業は規模の大きなものであった。
新高速バス制度施行前は海部観光主催の高速ツアーバス「マイ・エクスプレス」の受託運行を行っており、当時保有していたいすゞ・ガーラを海部観光カラーに変更した上で供していた。公営事業者によるツアーバスの受託運行は当時としても珍しい事例であった。

## 車両
近年は路線用として、ノンステップバスの新車（三菱ふそう・エアロミディ、いすゞ・エルガミオ）を5台導入していた。
また、徳島県内のバス事業者としては唯一、英語での停留所案内が流れていた。